# قطعنامه ۱۴۱۲ شورای امنیت
قطعنامه ۱۴۱۲ شورای امنیت سازمان ملل متحد که در تاریخ ۱۷ مه ۲۰۰۲ تصویب شد، سندی بین‌المللی دربارهٔ بررسی وضعیت در آنگولا است. این قطعنامه طی نشست ۴۵۳۶ام با ۱۵ رای موافق، ۰ مخالف و ۰ ممتنع تصویب شد.